# Pueblo beja
Los bejas o beya son un pueblo nómada que vive principalmente en las montañas de la costa del mar Rojo, en Sudán. No son árabes, sino cusitas, y son cerca de los dos millones. Se denominan bedawiyet y hablan una lengua denominada tono-bedawiye (idioma beya), pero hablan el árabe como segunda lengua. Son los descendentes de los blemios, ya mencionados hace cuatro mil años y que habrían vivido en la región desde hace seis mil años.

## Características del pueblo beja
Los bejas son conservadores y leales al clan (diwab) más que a la unidad tribal. Son poco hospitalarios (excepto con los amigos íntimos) y no les gustan los extranjeros. La familia es patriarcal y el cabeza de familia responde del honor de todos. Los matrimonios son concertados por el cabeza de familia, a menudo con primos. El divorcio está permitido. Los chicos son circuncidados y a las mujeres se les amputa el clítoris. La mujer no tiene derecho a herencia. No se practica la revancha, sino que se busca el compromiso y la compensación. Practican la religión musulmana, pero de una manera distante y las órdenes sufís no tienen demasiada incidencia, exceptuando la mighaniya y la majdubiya. Las mujeres tienen el cabello largo y los hombres lo llevan estilo afro.

## Economía
La base económica es la agricultura (en aquellos lugares donde el terreno ha permitido establecer granjas), el pastoreo y el trabajo a las ciudades. El oficio tradicional es hacer de pastor llevando los rebaños a los lugares adecuados en cada época. Utilizan básicamente el camello y también tienen rebaños. Del camello aprovechan la leche, la carne, la piel y la grasa. Los camellos de los bejas se venden en Egipto y Arabia. Los camellos de los bejas son de tres clases, Shallagea, Aririit y Matiaat. También usan el caballo. 

## Tribus

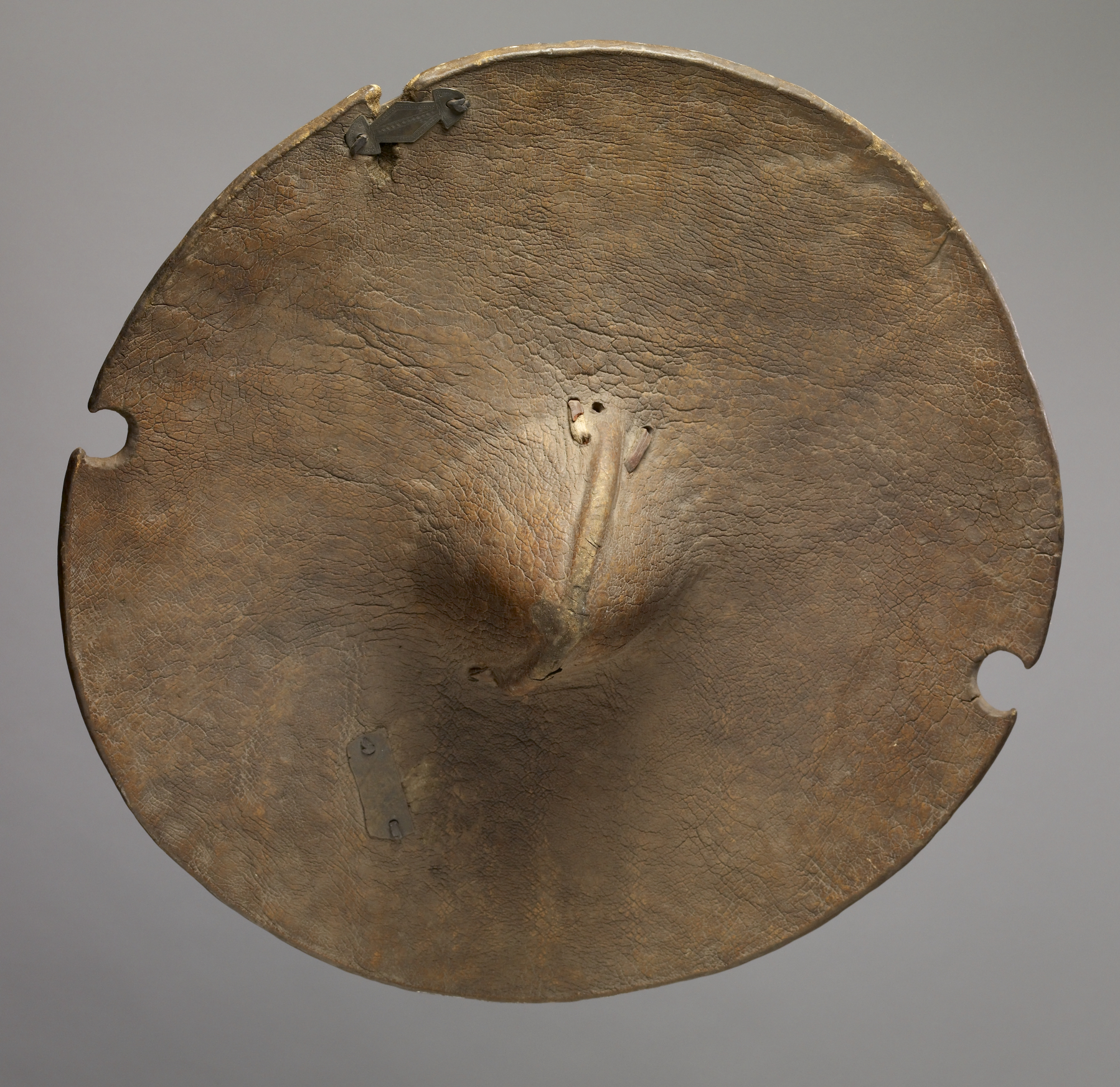
Un escudo beja, hecho a partir de piel de animal, del.

- Hadendowa: es el grupo principal y existe desde aproximadamente el 1600; viven al sur de Puerto Sudán y en Eritrea.
- Bisjarin: tribu creada tras el año 1000, con un ancestro común denominado Bishar ibn Marwan ibn Ishaq ibn Rabi'a; viven al norte de Puerto Sudán.
- Ama'ar: tribu originada hacia el 1750; viven en los cerros del mar Rojo, al norte de Puerto Sudán.
- Bani-Amir: viven en Eritrea y al sur de Sudán y hablan como segunda lengua el tigriña; se dividen en castas (nobles o nabtabs y servidores o tigres).
- Ababda: viven en Egipto y al nordeste de Sudán.

## Historia
Los egipcios los llamaban blemios y este nombre fue retomado por griegos y romanos. A principios de la época cristiana empezaron a utilizar el camello. Los axumitas los llamaban beba. Se convirtieron al cristianismo durante el siglo VI, tras ser derrotados por el rey cristiano de Nobatia, Silko. En el 638, tras la conquista árabe de Egipto, se firmó un tratado con los bejas que les garantizaba la libertad de religión y les permitía comerciar con Egipto, pero les prohibía hacer incursiones y los imponía un tributo en camellos. 
Bajo los fatimís, durante los siglo X y XI, el comercio en Egipto se incrementó, así como con los reinos cristianos de Nubia. Durante las cruzadas los peregrinos musulmanes debían pasar por territorio de los bejas para embarcar en Aidhab a La Meca y los bejas les vendían agua y otros productos que producían.
En el siglo XIII, en contacto con los mamelucos egipcios (que se establecieron en Suakin), se hicieron musulmanes y participaron a los ataques a los reinos cristianos de Nubia. Más tarde la guerra entre otomanos y persas bloqueó la Ruta de la Seda y la importancia de Suakin aumentó. 
En el siglo XVIII quedaron sometidos nominalmente al reino funj de Sennar, pero en la práctica fueron independientes. En el 1820 Muhamad Alí invadió Nubia. Los bejas fueron derrotados en varios choques menores, y tuvieron que pagar tributo. En el 1831 eliminaron a un contingente egipcio, pero se sometieron delante de nuevas fuerzas más equipadas. En el 1844 se sublevaron y serían masacrados por los egipcios, que construyeron Kasala como centro comercial y militar por controlar los bejas. 
Siguió una época de paz hasta la revolución del Mahdi en el 1881. Los bejas tardaron en unirse al jefe religioso, pero finalmente Osman Digna unió las tribus y hicieron lado al Mahdi. Durante la guerra la población fue diezmada y murieron cuatro quintas partes del medio millón que había. La revuelta fue finalmente liquidada por Horatio Kitchener en 1898. 
El establecimiento del control británico mejoró su situación económica y social. Los británicos dieron autonomía a los jefes locales (nazirs), tribales (omdas) y religiosos (los jeques o sheikhs) a cambio de tranquilidad en los caminos y de un tributo. En 1922 se creó Puerto Sudán para sustituir al antiguo Suakin, donde no se podían anclar los barcos modernos  La crisis de los años 40 obligó a muchos bejas a colocarse de trabajadores en el puerto o en trabajos similares en Puerto Sudán, que se pobló casi exclusivamente por bejas. Los bejas se habían mantenido aislados hasta este siglo y habían evitado la pérdida de su identidad étnica y lingüística. 
La sequía de 1984–1986 fue un desastre para este pueblo, con la pérdida de gran parte de los rebaños. Tras la sequía, los grupos urbanos se empezaron a organizar en movimientos políticos. El nacionalismo beja estalló en 1986 cuando la estatua del líder beja Osman Digna en Puerto Sudán apareció con las manos y la cabeza cortados. Se produjeron manifestaciones y marchas y se cogieron armas (cuchillos, arcos y flechas). Actualmente (desde 1992) una parte está sublevada contra el Gobierno de Sudán (el Congreso beja).
En 1995 el líder Amin Shingrai firmó la declaración de Asmara con otros grupos (entonces controlaba Garoura y Hamshkoraib); el líder rebelde actual, el jeque Omar es más radical que el otro líder, el jeque Sulimán Betay, que tiene el apoyo de los grupos tradicionales. El Congreso Beja ha acogido mal el acuerdo de paz entre el gobierno de Jartum y el partido sudista Ejército de Liberación Popular de Sudán (Sudan Peoples Liberation Army, SPLA), aliado de los bejas, que los deja aislados, y ha firmado acuerdos con los grupos rebeldes en Darfur.

## Símbolos
Los bejas no han adoptado todavía una bandera nacional. Las banderas de los movimientos políticos no son conocidas.